# SÉZANNE
SÉZANNE（セザン）は、フォーシーズンズホテル丸の内東京内にあるフレンチレストラン。英国生まれのダニエル・カルバートが総料理長を務める。ミシュランガイド東京2025にて3つ星を獲得している。

## 概要
2021年7月1日にフォーシーズンズホテル丸の内東京のメインダイニングとしてオープン。オープンして半年も経たない同年11月30日、ミシュランガイド東京2022にて初めての1つ星を獲得した。さらに2024年10月17日には、ミシュランガイド東京2025で3つ星を獲得している。
日本の上質な素材を用い、クラシックなフランス料理のレシピを考案し、フランス式のディテールと日本の職人技が巧みに融合された料理を提供。キッチン近くの個室内に「Chef’s Table（シェフズテーブル)」が設けられており、ゲストの目の前で料理の腕を振るう総料理長ダニエル率いる臨場感あふれるキッチンが体感できる。
2022年現在、ランチとディナーのコースメニューを提供しており、旬の素材をフィーチャーしたコースメニューの内容はその時々によって変わる。
レストランのインテリアを手掛けたのは、香港の世界的な建築家であるアンドレ・フー (André Fu) 。フーらしい落ち着いたラグジュアリーなテイストが感じられる。

### ダニエル・カルバート
英国南東部の小さな町出身。16歳で料理の道に入り、ロンドンに「The Ivy」、「L’Autre Pied」などを経て、ニューヨークのミシュラン3つ星レストラン「Per Se (パ・セ)」で最年少のスーシェフ（副料理長）、パリのミシュラン3つ星レストラン「Epicure (エピキュール)」でもスーシェフ（副料理長）を経て、2016年に香港「ベロン」のシェフに就任。2020年には「アジアのベストレストラン50」の4位に選出され、ミシュラン1つ星を獲得した。2021年7月に「SÉZANNE (セザン)」のシェフに就任。店名のセザンは、本人がよく子供時代に夏を過ごしたシャンパーニュ地方の地名から付けられている。
自ら日本各地に足を運び、日本の食材を世界各国で吸収した技術でフランス料理に仕立てている。異なる文化に対して偏見のない、様々な素材を積極的に取り扱うことができる、オープンマインドなシェフとして知られる。

## 評価・受賞歴
ミシュランガイド
- 2021年11月30日 - ミシュランガイド東京2022にて初めての1つ星を獲得。
- 2022年11月15日 - ミシュランガイド東京2023にて2つ星を獲得。
- 2023年12月5日 - ミシュランガイド東京2024にて2年連続で2つ星を獲得。
- 2024年10月17日 - ミシュランガイド東京2025にて3つ星を獲得。

アジアのベストレストラン
- 2022年3月29日 - 「アジアのベストレストラン50」2022年版で17位に選出。
- 2023年3月28日 - 「アジアのベストレストラン50」2023年版で2位に選出。
- 2024年3月26日 - 「アジアのベストレストラン50」2024年版で1位に選出。
- 2025年3月25日 - 「アジアのベストレストラン50」2025年版で4位に選出。

世界のベストレストラン
- 2022年7月18日 - 「世界のベストレストラン50」2022年版で82位に選出。
- 2023年6月20日 - 「世界のベストレストラン50」2023年版で37位に選出。
- 2024年6月5日 - 「世界のベストレストラン50」2024年版で15位に選出。
- 2025年6月19日 - 「世界のベストレストラン50」2025年版で7位に選出。